# 도스토옙스카야역 (상트페테르부르크 지하철)
도스토옙스카야역(러시아어: Достоевская)은 러시아 상트페테르부르크 시에 있는 상트페테르부르크 지하철 프라보베레즈나야 선의 역이다. 1991년 12월 30일에 개통되었다.

## 환승
도스토옙스카야 역에서는 키롭스코 비보륵스카야 선의 블라디미르스카야 역과 환승이 가능하다.